# 개운죽
개운죽(開運竹, lucky bamboo)은 비짜루과 용혈수속에 딸린 식물종이다. 학명은 드라카에나 산데리아나(Dracaena sanderiana). 중앙아프리카 원산이다.  학명은 독일계 영국인 정원사 하인리히 프리드리히 콘라트 잔데르의 이름을 붙였다.
대나무같이 생겨서 개운죽(竹)이라 불리지만 사실 대나무가 아니다. 여러해살이 초본식물로 키가 1 미터까지 자란다. 잎은 녹색과 회색이 섞여 있으며 23 cm 길이까지 자란다. 줄기는 진짜 대나무와 달리 유연해서 분재처럼 이리저리 휘어 기를 수 있다.
개운죽은 좁은 곳에서 쉽게 기를 수 있기 때문에 실내용 화초로 널리 길러진다. 햇빛이 닿지 않는 밀림 바닥에서 자라던 식물이라 직사광선을 받으면 잎이 노랗게 타죽는다. 때문에 반쯤 그늘을 지우거나 인공조명으로 키우는 것이 좋다. 줄기를 잘라서 꺾꽂이로 번식시킬 수 있다.

## 사진

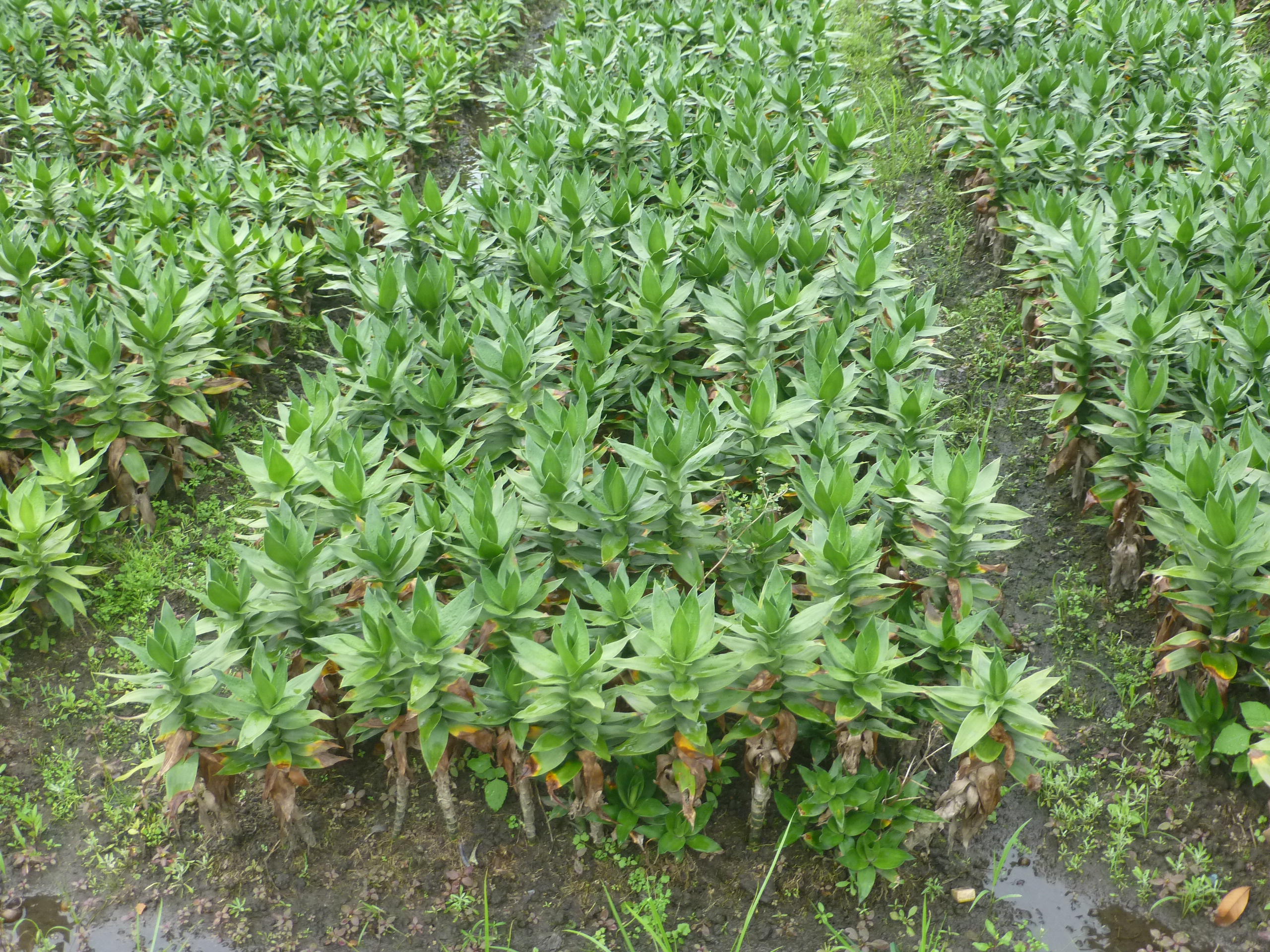
중국 광동성 동해도에서 상업적으로 기르는 개운죽 밭.
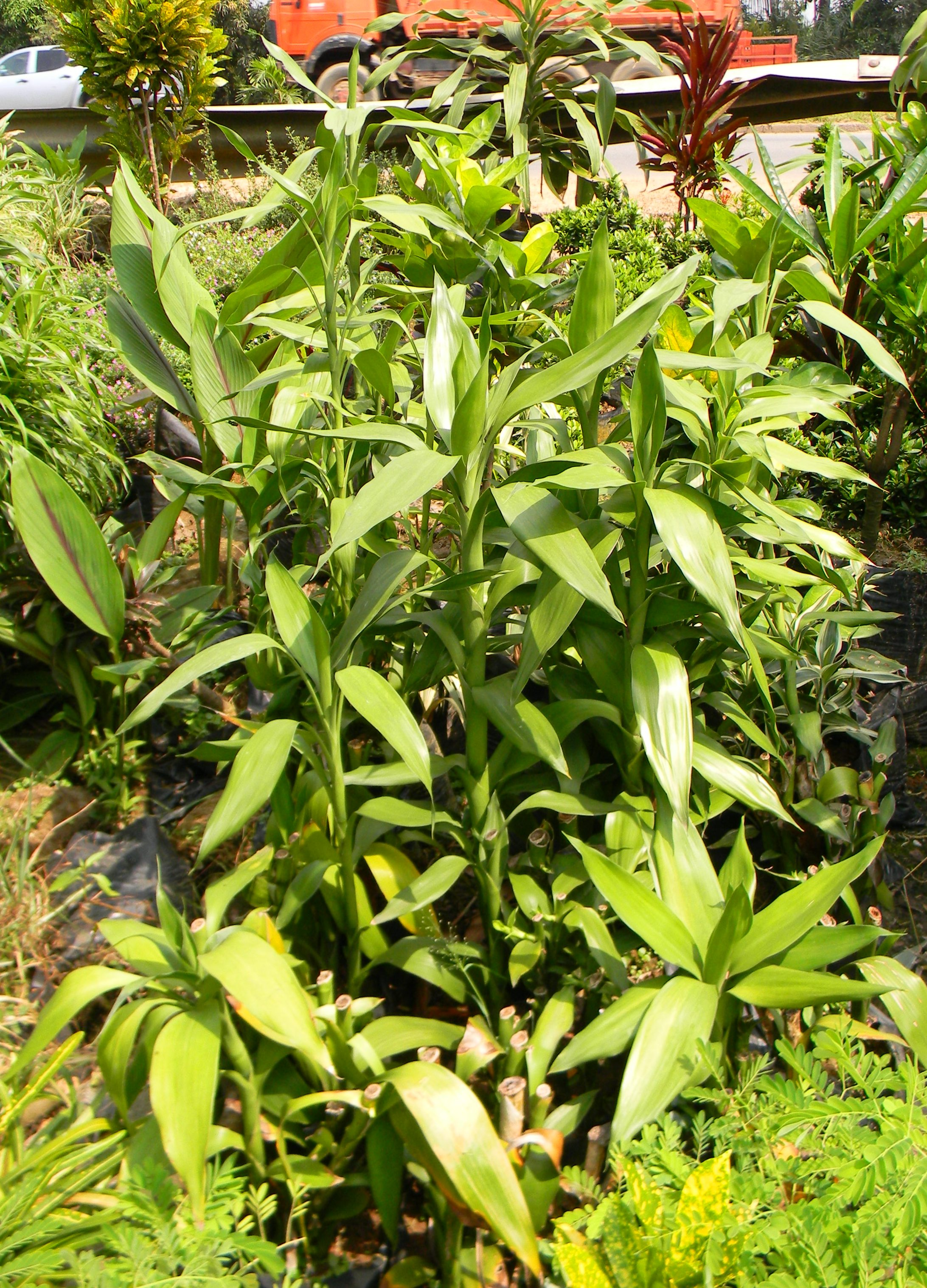
가봉 리브르빌의 개운죽 밭.
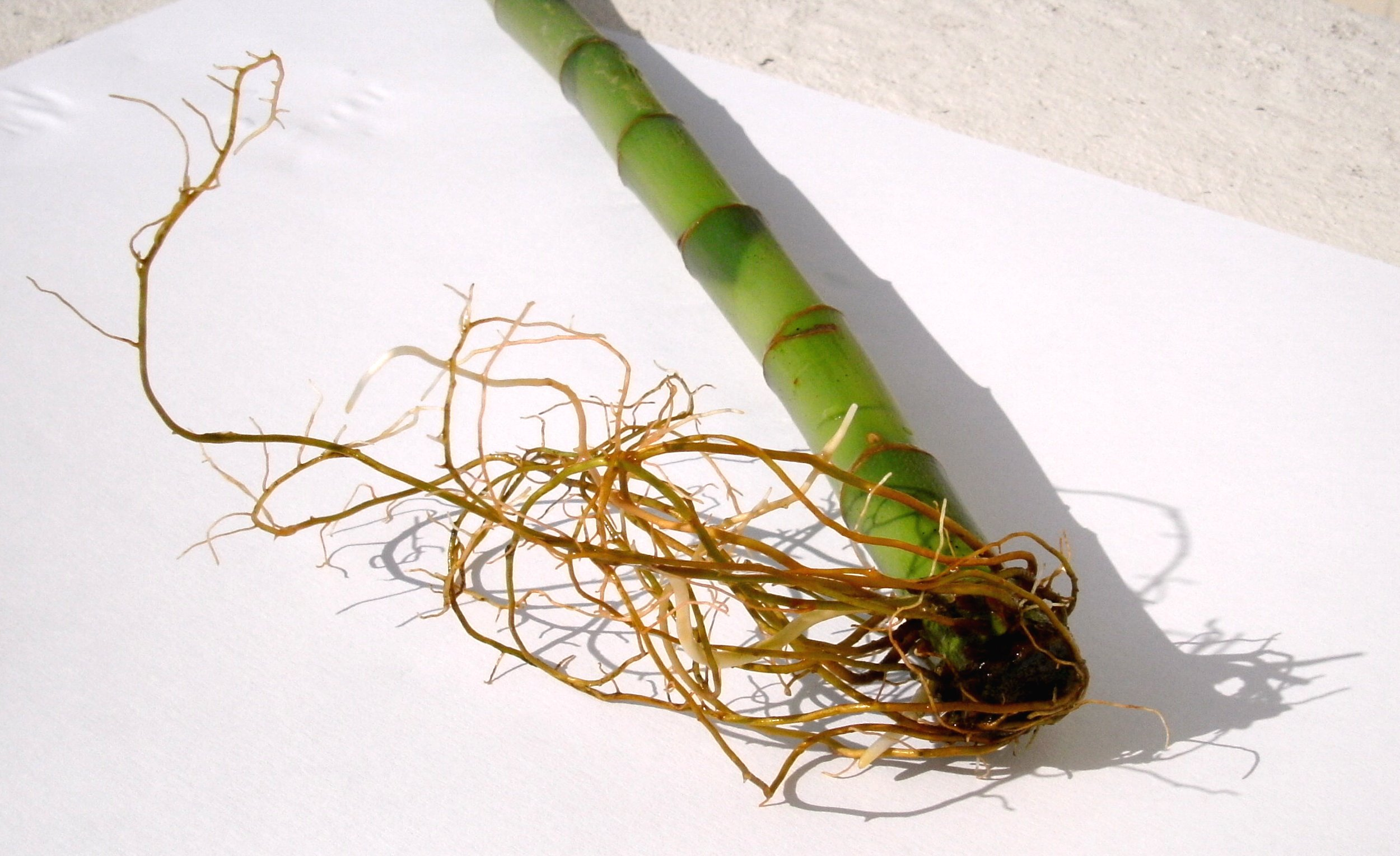
뿌리.
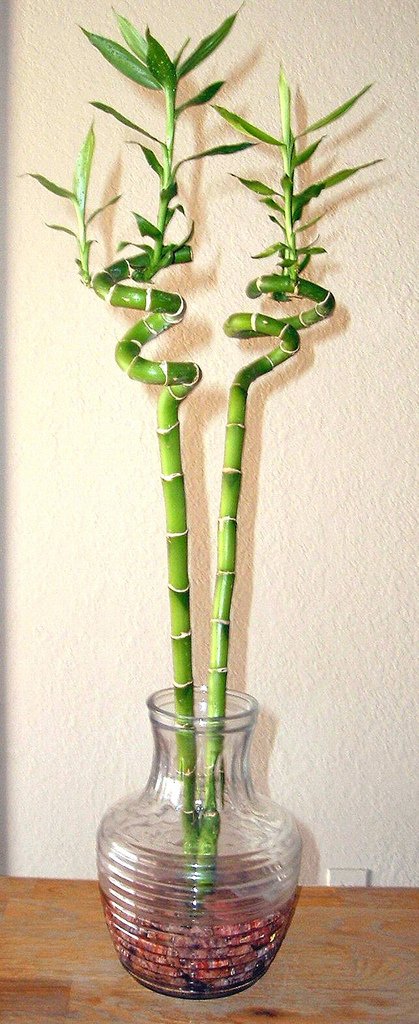
줄기를 나선형으로 기른 것.
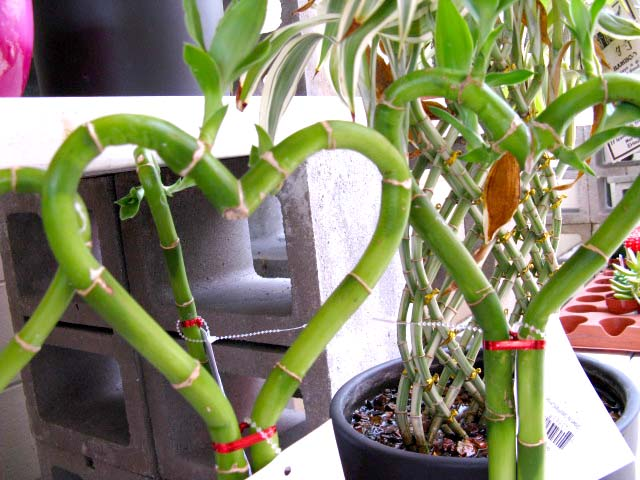
줄기를 하트 모양으로 기른 것.
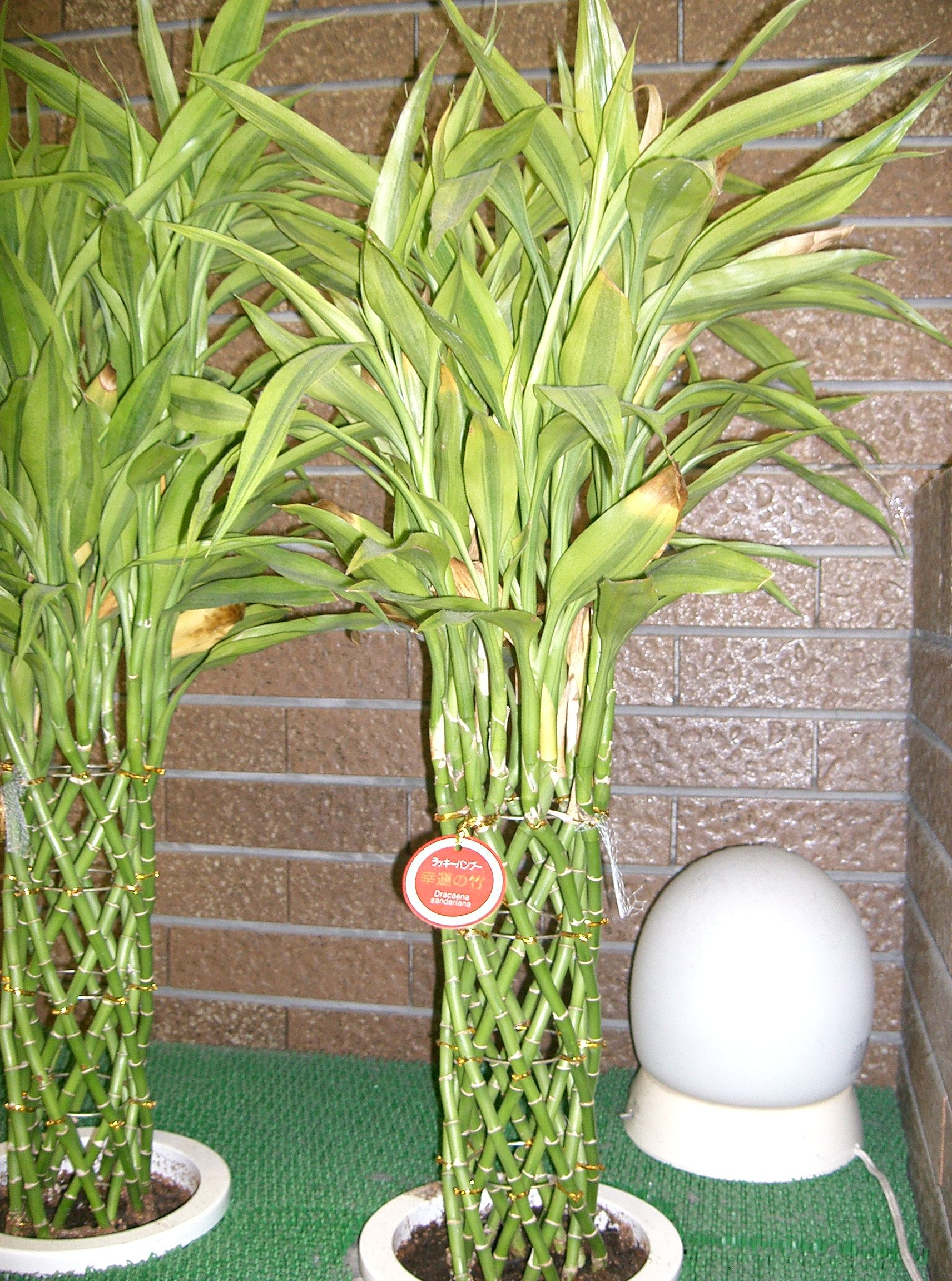
줄기를 구부려서 바구니처럼 엮어 기른 것.